# Misterio en el hipermercado
Misterio en el hipermercado es una historieta de Mortadelo y Filemón creada por Francisco Ibáñez, que fue lanzada en octubre de 2020.  

## Trayectoria Editorial
Fue publicada por la colección Magos del Humor el 6 de abril de 2016. Se trata del álbum número 66 de la colección Super Humor Mortadelo, mientras que de Magos del Humor es la número 205 y de Olé es la 215. Curiosamente, la historieta fue realizada en 2016 aunque no fue publicada definitivamente hasta el 2020. El título de la historieta también fue modificado porque, en 2016, la historieta se había publicitado con el nombre "El híper de Valdetrasto... ¡nefasto!".

## Sinopsis
El Súper envía a Mortadelo y Filemón a realizar una investigación al pueblo Valdetrasto, ya que el alcalde del mismo cree haber visto,  la noche anterior, como diversas cajas salían del hipermercado de forma continuada, una afirmación que es rechazada por el dueño del hipermercado, que cree que el alcalde está tratando de que su negocio pierda clientes. Así, los agentes de la TIA deberán llegar hasta el fondo de la situación... Aunque eso signifique cometer muchos errores por el camino.